# Убежище (фильм, 1998)
Убежище (англ. Sanctuary) — канадский триллер Тибора Такача 1998 года с Марком Дакаскосом в главной роли.

## Сюжет
Когда-то Люк Ковак был идеальным убийцей, выполнявшим со своим отрядом секретные задания правительства, однако несколько лет назад он, осознав грязную сущность своей работы, стал священником. Отныне он живёт под чужим именем, держа ответ лишь перед Богом и своей совестью. Но могущественные спецслужбы не прощают отступников, и вскоре Люку предстоит решающая битва с собственным прошлым в лице своих смертельно опасных экс-напарников…

## В ролях
- Марк Дакаскос — Люк Ковак
- Джеймс Вулветт — Доминик Грэйс
- Тревис, Кайли — Рейчел Малкольм
- Элизабет Розен — Джинкс